# Janowiec Kościelny
Janowiec Kościelny – wieś w Polsce położona w województwie warmińsko-mazurskim, w powiecie nidzickim, w gminie Janowiec Kościelny.
Miejscowość jest siedzibą gminy Janowiec Kościelny.
We wsi znajduje się parafia pw. św. Jana Chrzciciela.
W okresie międzywojennym w miejscowości stacjonowała placówka Straży Celnej „Janowiec Kościelny”.
Historycznie miejscowość położona na północnym Mazowszu, na obszarze Ziemi Zawkrzeńskiej, kraina Poboże. Do 1954 roku siedziba wiejskiej gminy Szczepkowo, powiat mławski. W latach 1954–1972 wieś należała i była siedzibą władz gromady Janowiec Kościelny. W latach 1975–1998 miejscowość administracyjnie należała do województwa olsztyńskiego.

## Zabytki
- Neogotycki kościół pod wezwaniem świętego Jana Chrzciciela z lat 1904-1910, z transeptem i szeroką fasadą oflankowaną dwiema wieżami o strzelistych hełmach ostrosłupowych. Wystrój neogotycki, barwne witraże w prezbiterium[6];
- Cmentarz pobożański (groby z XIX wieku).